# Az Angyal (film, 1997)
Az Angyal (eredeti cím: The Saint) egy 1997-es amerikai akció-thriller film, amelyet Phillip Noyce rendezett, Jonathan Hensleigh és Wesley Strick írt, a főszerepben Val Kilmer, Elisabeth Shue és Rade Šerbedžija látható. A film Simon Templar karakterén alapul, amelyet Leslie Charteris 1928-ban alkotott meg a "Az Aangyal" címen megjelent könyvsorozathoz, amely 1983-ig futott. A Simon Templar karaktere számos, Charteris könyveit feldolgozó, rádiós és televíziós sorozatban megjelent, amelyek közül a legismertebb, az 1960-as években futó Az angyal című televíziós sorozat, amiben Roger Moore alakította a címszereplőt.

## Cselekmény
|  | Alább a cselekmény részletei következnek! |

A Szent Ignác árvaházban egy lázadó fiú, John Rossi "Simon Templar"-ként emlegeti magát, és néhány társával szökni próbál. Mikor búcsút vesz egy Agnes nevű lánytól, utána szökési terve meghiúsul, és a lány véletlenül lezuhan egy erkélyről és maghal.
Felnőttként Simon, profi tolvaj, (akit "Az Angyal"-nak neveznek, mert katolikus szentek neveit használja álnévnek) mikrochipet lop egy orosz olajcégtől. Simon a betörést a vállalat tulajdonosának, Ivan Tretiaknak, egy milliárdos oligarchának és egykori kommunista pártfőnöknek a politikai gyűlése alatt hajtja végre, aki az orosz elnök, Karpov ellen gyűjt támogatást. Simont Tretiak fia, Ilja elkapja, és Tretiak felbérli a tolvajt, hogy lopja el az Oxfordban dolgozó amerikai elektrokémikus, Emma Russell által felfedezett hidegfúziós formulát. Tretiak azt tervezi, hogy Emma tiszta, olcsó energiára vonatkozó formuláját felhasználva monopolizálja az energiapiacot a súlyos oroszországi olajhiány idején.
"Thomas More" (Morus Tamás angol neve) álnevet használva Simon turistának adja ki magát. Elcsábítsa Emmát, és egy egyéjszakás kaland után ellopja a képletet. Tretiak rájön, hogy a képlet hiányos, és Ilját és csatlósait elküldi, hogy öljék meg Simont, aki épphogy csak elmenekül. Simon visszatér Oroszországba, hogy Tretiaknak álcázva magát, hogy ellopja az oligarcha pénzét. Emma jelenti a képlet ellopását a Scotland Yard Teal és Rabineau nyomozóinak, akik tájékoztatják a nőt, hogy Simon egy nemzetközi körözés alatt álló tolvaj.
Emma egy moszkvai szállodába követi Simont, ahol Tretiak elfogja őket, de ők megszöknek. Egy prostituált és a családja nyújt nekik menedéket, és találkoznak Frankie-vel, egy spiclivel, aki útbaigazítást ad nekik a csatornán keresztül az amerikai nagykövetségre. Megtalálják a rájuk váró Ilyát és az embereit, Simon hagyja magát elfogni, hogy Emma biztonságban elérhesse a követséget, majd megszökik, miután meggyújtotta egy autó benzintartályát, és Ilya súlyosan megégett.
Simon lehallgató készüléket helyez el Tretiak irodájában, és megtudja, hogy a férfi azt tervezi, hogy eladja a hiányos képletet Karpovnak, és ráfogja, hogy milliárdokat pazarol el haszontalan technológiára, majd a politikai következményeket felhasználva megszerzi a hatalmat. Emma befejezi a képletet, amelyet Simon átad Tretiak jószándékú fizikusának, Dr. Lev Botvin doktornak, aki megépíti a tervek alapján készüléket. Simon bejut a Kremlbe, és tájékoztatja Karpovot Tretiak puccskísérletéről. A Vörös téren tartott nagyszabású gyűlésen Tretiak vádaskodik Karpov ellen, de Botvin hidegfúziós reaktorát sikeresen beindítják, és Tretiakot csalónak állítják be. Őt és Ilját letartóztatják, és kiderül, hogy ők okozták a fűtőolajhiányt azzal, hogy hatalmas mennyiségű olajat halmoztak fel a kastélyuk alatt.
Simon visszaadja Emmának a képletét, és titkos viszonyba kezdenek. A lány egy sajtótájékoztatón mutatja be a világnak a formulát, amelyen Simon álruhában vesz részt, és elmenekül Teal és Rabineau elől. Az autórádióban hallható híradóban bemondjak, hogy 3 milliárd dollárt adományoztak a Vöröskeresztnek, az Üdvhadseregnek és az ENSZ Gyermekalapjának, ami arra utal, hogy Simon, akinek hozzáférése volt Tretiak számláihoz, eladományozta az orosz oligarcha pénzét. Dr. Botvin egy által vezetett nonprofit alapítványt hozott létre a hidegfúziós technológia kifejlesztésére.
|  | Alább a cselekmény részletei következnek! |

## Szereplők
| Szerep                    | Színész          | Magyar hang    |
| ------------------------- | ---------------- | -------------- |
| Simon Templar (Az Angyal) | Val Kilmer       | Gergely Róbert |
| Dr. Emma Russell          | Elisabeth Shue   | Zakariás Éva   |
| Ivan Tretyak              | Rade Šerbedžija  | Végvári Tamás  |
| Ilja Tretyak              | Valeri Nikolayev |                |
| Dr. Lev Botvin            | Henry Goodman    |                |
| Teal felügyelő            | Alun Armstrong   | Izsóf Vilmos   |
| Hang az autórádióban      | Roger Moore      | Láng József    |

## Forgatás
Az 1980-as évek közepén olyan bulvárlapok, mint a National Enquirer, arról számoltak be, hogy Moore egy új Simon Templar-filmet tervez, amelynek a szerepére Pierce Brosnant (aki akkoriban a hasonló stílusú Remington Steele-t játszotta a televízióban, később pedig James Bondként vált ismertté) szemelték ki, de ebből a projektből nem lett semmi.  1992-ben terveztek egy újabb televízióssorozat, amely hű lett volna Leslie Charteris eredeti írásaihoz, és amelyben az eredeti könyvek szereplői is szerepeltek volna. Ez a projekt szintén meghiúsult. 
Néhány évvel később a Paramount Pictures megpróbálta megfilmesíteni Az Angyalt, Robert Evans producer, Steven Zaillian forgatókönyvíró és Sydney Pollack rendező közreműködésével. Ralph Fiennesnak - aki akkoriban a Schindler listájából és a Kvíz-show-ból ismert - 1 millió dollárt ajánlottak a főszerepért, de végül visszautasította. 
Egy 1997-es interjúban, amelyet Des O'Connornak adott az ITV műsorában, Hugh Grant azt mondta, hogy a Noyce-szal való találkozás után visszautasította a szerepet, mert nem tetszett neki a rendező hozzáállása a karakterhez. Hugh Grant mellett Kenneth Branagh, Mel Gibson, Arnold Schwarzenegger, Christian Slater, George Clooney, Kevin Costner, Johnny Depp és Daniel Day-Lewis is visszautasította a szerepet. Val Kilmer azután kapta meg a szerepet, hogy nem vállalta  Batman/Bruce Wayne szerepét Joel Schumacher Batman és Robin című filmjében.
A kor akciósztárjaitól szokatlan módon ez Az Angyal tartózkodott a gyilkolástól, és még a főgonoszok is életben maradtak, hogy bíróság elé álljanak. A filmben szerepelt a Volvo C70-es, ami az eredeti sorozat Volvo P1800-asára utal.
Fort Amherst 1997-ben a film forgatási helyszínéül szolgált. Az alagutakat használták ahhoz a jelenethez, amelyben Simon a moszkvai Kreml alagútjában van. A forgatás többnyire Londonban és Moszkvában zajlott, 1996. március 26. és 1996. augusztus 9. között, de 1996. decemberében és 1997. január 6. és 1997. január 14. között szintén összegyűlt a stáb forgatni.

## Filmzene
A filmzene 1997. március 25-én jelent meg és különbőz együttesek számai tartalmazza. Az albumon az 1960-as évekbeli tévésorozat főcímzenéjének frissített változata is szerepel. 
a The Smashing Pumpkins által előadott "You're All I've Got Tonight" című szám hallható a filmben, de a filmzene albumon nem szerepel.

### Számlista
| 1.  | The Saint Theme                        | Orbital                 | 4:32 |
| 2.  | 6 Underground (Nellee Hooper változat) | Sneaker Pimps           | 3:53 |
| 3.  | Oil 1                                  | Moby                    | 5:31 |
| 4.  | Atom Bomb                              | Fluke                   | 3:54 |
| 5.  | Roses Fade (Mojo Mix)                  | Luscious Jackson        | 2:31 |
| 6.  | Setting Sun (Instrumentális)           | The Chemical Brothers   | 7:00 |
| 7.  | Pearl's Girl                           | Underworld              | 9:32 |
| 8.  | Out of My Mind                         | Duran Duran             | 4:16 |
| 9.  | Da Funk                                | Daft Punk               | 5:28 |
| 10. | Dead Man Walking                       | David Bowie             | 6:50 |
| 11. | Polaroid Millenium                     | Superior                | 3:21 |
| 12. | A Dream Within a Dream                 | Dreadzone               | 6:08 |
| 13. | In the Absence of Sun                  | Duncan Sheik            | 5:04 |
| 14. | Before Today                           | Everything but the Girl | 4:17 |

| 10. | Little Wonder (Danny Saber Dance Mix) | David Bowie | 5:30 |

## Kritikai visszhang
A Rotten Tomatoes-on 26 kritikus értékelése alapján a film 30%-os tetszést aratott. 47 kritikusból 33 negatívan értékelte a filmet és 14 kritikus volt jó véleménnyel Az Angyalról.

## Bevétel
Az Angyal nyitóhétvégén 16 278 873 dollárt keresett 2 307 moziban az Egyesült Államokban, ez a kasszasikerlista második helyére volt elég. A film a harmadik hete műsoron lévő Hanta boy mögött végzett, de megelőzte a második hete műsoron lévő Az ördög maga és a szintén debütáló Öri-hari és Nyerő páros című filmeket. 61 363 304 dolláros hazai összbevételével az 1997-es év 303 filmje közül a 28. helyen végzett. Nemzetközi szinten a film 108 millió dollárt keresett, világszerte pedig 169,4 millió dollárt.

## Fordítás
- Ez a szócikk részben vagy egészben  a   The Saint (1997 film) című angol Wikipédia-szócikk fordításán alapul.  Az eredeti cikk szerkesztőit annak laptörténete sorolja fel. Ez a jelzés csupán a megfogalmazás eredetét és a szerzői jogokat jelzi, nem szolgál a cikkben szereplő információk forrásmegjelöléseként.